# 統語論
統語論（とうごろん、英: syntax）とは、ヒト・人間の言語（いわゆる自然言語）において文が構成（combine）される仕組み、または、それ以外の形式言語なども含む言語学の対象である言語一般において文が構成される仕組み、及びそれを扱う言語学の一分野である。統辞論（とうじろん）、構文論（こうぶんろん）ともいう。
統語論は文法［音韻論（音の仕組み）、形態論（語が構成される仕組み）などを含む、言語の構造を成り立たせている諸原理］ の一部である。ただし、特に統語論のことを指して「文法」ということもある。

## 生成文法

"Colorless green ideas sleep furiously." の構文木。詳細にはXバー理論によるそれ。

生成文法の影響下にある現代の言語学（のうちの一派）では、統語論は、その規則が句構造規則などで表され、「文」とはそういった規則によって形を成しているもの、といったように扱われる（むろん、自然言語を対象にしている場合は、倒置表現や「ウナギ文」などを排除するような立場だというわけではない。むしろ言語学者は日夜、そういった現象や新しい表現などをどう理論にするかを研究しているのである）。

## 語と句
伝統的な考え方では、文を構成するもっとも基本的な単位は語（単語）であり（→語彙主義）、文は複数の語を一定の手順で組み合わせて行くことによって形成される。文を形成する上での語のまとまりを句または構成素という。

## 品詞と統語範疇
語句（語や句）と語句の組み合わせ方には一定の規則性がある。文を形成する上で他のどの語句と組み合わせられるかによって語句を分類したものが統語範疇である。
統語範疇のうち、語についての分類（語彙範疇）は、おおむね品詞に対応する。ただし、品詞分類には、文形成の際に他のどの語句と組み合わせられるかという統語論的基準だけでなく、形態論的基準も用いられる。

## 主要部と従属部
句を構成する複数の語句のうち、その句の文法的性質を決める語を主要部といい、それ以外の語句を従属部という。主要部と従属部の間にはさまざまな非対称的な関係が存在し、これを依存関係という。従属部のうち、主要部の要求する義務的な語句を補部、随意的な語句を付加部（修飾語）という。

## 構成素構造
句または構成素は、文を構成する語句のまとまりである。文を形成する上では、まず複数の語が組み合わさって文を形成する単位となり、そうした単位同士がまた組み合わさって段階的に階層的な構造が出来ていく（→構造依存性）。こうした構造のことを構成素構造という。語のまとまりが構成素をなすかどうかは、さまざまな文法的基準によってテストされる。

## 節と節連結
文は、ふつう1つ以上の節（述語とその項からなるまとまり）から構成される。節と節の連結（節連結）は、依存関係によって等位接続、従位接続などに分けられる。広義には、1つの文に複数の述語が含まれる構造全般を節連結という。このような構造には複合動詞、動詞連続、コントロール構文、繰り上げ構文などが含まれる。

## 述語と項構造
文は述語を中心に形成される。述語はその項と組み合わさって節を形成する。述語がいくつの、どのような主題役割の項と組み合わせられるかを表現したのが述語の項構造（あるいは結合価）である。
どの意味役割の項がどの文法関係として実現するか（項構造の実現）のパターンは、能動態や受動態の区別（ヴォイス）によって異なる。また、1つの述語が複数の実現パターンを持つこともある（→項交替）。この他に、述語の項構造を変えるさまざまな文法プロセスがある。

## 文法関係
節の中では、名詞句が述語に対していくつかの異なる関係を持ち、これを文法関係という。主語、目的語、斜格語がおもな文法関係である。

## wh移動
疑問詞疑問文、関係節、焦点化構文などでは、疑問詞を含む句、関係詞を含む句、焦点化されている句が通常とは異なる位置に現れる場合がある。これらの間にはさまざまな共通点が見られる。

## 統語論と語彙目録
統語論は、ある要素と別の要素を結合させるが、その要素とは音と意味の結びついたものであり、そのような要素が収められている部門をレクシコン（あるいは語彙目録）と呼ぶ。統語論とレクシコンの関係は議論の多い問題であり、ここではそのいくつかを取り上げるにとどめる。基本的性質としてコンセンサスが得られているのは、統語論は音と意味を「見ない」ということであり、「見る」のは統語範疇とそれに関連する統語的な素性だけである。問題になるのは、統語論が対象とする要素の種類である。
もっとも極端な立場は、統語論がレクシコンから取り出すのは語のみである、というものである。この立場では、統語論に拘束形式が紛れ込むことはあり得ない。このため、屈折語であれ膠着語であれ、統語論が対象とするのは拘束形式が一切取り残されないような要素である。日本語で言えば、述部がいかに複雑であっても、分割された要素が拘束形式になってしまう場合、それは統語論の扱う対象とはならず、形態論の対象であるとする。ロシア語の研究の影響を受けた日本語研究者の中にこの立場を見出すことができるだろう。
中庸と言える立場は、統語論で扱う動機がしっかりしていれば拘束形式であっても統語論の対象となるというものである。例えば、ロマンス諸語の接語は、自由形式である代名詞に対応したり、属格名詞に対応したりする。これらの一方を形態論で、もう一方を統語論で扱う、というやり方は一般性を欠く。ある環境で音韻論的な扱いを変える、ということで済むならば、一般性を保持する形でやるというのが望ましく、このような方法で統語論で扱われる、という選択がなされる場合がある。
もう一方の極端な立場は、レクシコンは統語論への入力となるのではなく、その逆に統語論がレクシコンへの入力となるというものである。生成意味論はこの立場を鮮明に表明したものといえ、分散形態論もこの立場に近い。